# Processo paramétrico (óptica)
Um processo paramétrico, em óptica, refere-se àqueles processos em que a luz interage com a matéria sem alterar o estado quântico dela, isto é, ao final do processo não há transferência de energia, momento ou momento angular entre o campo eletromagnético e o sistema físico. Por outro lado, processos não-paramétricos alteram o estado quântico do sistema.

## Características temporais
Como processos paramétricos impedem a mudança de energia total do sistema, eles devem ser "instantâneos". Por exemplo, se um átomo absorve um fóton de energia E, sua energia aumenta de ΔE = E, mas - em um processo paramétrico - a energia do estado quântico não pode mudar. Para modelar o fenômeno, diz-se que o átomo atingiu um estado virtual: uma condição distinta dos estados estacionários com energia determinada. Pela relação de incerteza de Heisenberg, o tempo de vida do processo é de Δt ~ ħ/(2ΔE), que é muito pequeno para qualquer valor ΔE diferente de zero.

## Processos paramétricosversusnão-paramétricos

### Óptica Linear
Em um sistema óptico linear, a polarização do dielétrico P responde proporcionalmente à presença de um campo elétrico E, e pode-se escrever:
{\displaystyle {\mathbf {P} }=\varepsilon _{0}\chi {\mathbf {E} }=(n_{r}+in_{i})^{2}{\mathbf {E} },}
em que ε0 é a constante de permissividade, χ é a susceptibilidade elétrica complexa e nr (ni) é a componente real (imaginária) do índice de refração.  Processos paramétricos afetam apenas nr, mas um valor não-nulo de ni só poderá ser causado por um efeito não-paramétrico. 
Dessa forma, processos paramétricos funcionam como meios dielétricos ideais, com os seguintes efeitos:
- Refração
- Difração
- Dispersão elástica
  - Dispersão de Rayleigh
  - Dispersão de Mie

Por outro lado, processos não-paramétricos envolvem perdas (ou ganhos) e dão origem aos efeitos de
- Absorption
- Inelastic scattering
  - Raman scattering
  - Brillouin scattering
- Various optical emission processes
  - Photoluminescence
  - Fluorescence
  - Luminescence
  - Phosphorescence

Em meios não-lineares, a polarização do dielétrico P responde ao campo elétrico de forma não-linear.
Como processos paramétricos são geralmente coerentes, diversos processos não-lineares e paramétricos dependem do acoplamento de fase e dependerão da polarização da luz.
Exemplos de processos paramétricos não-lineares:
- Geração de segundo harmônico (SHG), ou duplicação de frequência, geração de luz com frequência dobrada (metade do comprimento de onda)[2]
- Geração de terceiro harmônico (THG), geração de luz com frequência triplicada (um terço do comprimento de onda) (geralmente feita em duas etapas: SHG seguida por SFG de ondas originais e com frequência dobrada)
- Geração harmônica alta (HHG), geração de luz com frequências muito maiores que a original (normalmente 100 a 1000 vezes maior)
- Geração de soma de frequência (SFG), geração de luz com uma frequência que é a soma de duas outras frequências (SHG é um caso especial disso)
- Geração de diferença de frequência (DFG), geração de luz com uma frequência que é a diferença entre duas outras frequências
- Amplificação paramétrica óptica (OPA), amplificação de uma entrada de sinal na presença de uma onda de bombeio de frequência mais alta, gerando ao mesmo tempo uma onda complementar (pode ser considerada como DFG)
- Oscilação paramétrica óptica (OPO), geração de uma onda sinal e uma complementar usando um amplificador paramétrico em um ressonador (sem entrada de sinal)
- Geração paramétrica óptica (OPG), como oscilação paramétrica, mas sem um ressonador, usando um ganho muito alto
- Conversão paramétrica espontânea (SPDC), a amplificação das flutuações do vácuo no regime de baixo ganho
- Efeito Kerr óptico, índice de refração dependente da intensidade
- Autofoco
- Kerr-lens modelocking (KLM)
- Modulação de autofase (SPM), uma {\displaystyle \chi ^{(3)}} efeito
- Sólitons ópticos
- Modulação de fase cruzada (XPM)
- A mistura de quatro ondas (FWM) também pode surgir de outras não linearidades
- Geração de ondas polarizadas cruzadas (XPW), uma {\displaystyle \chi ^{(3)}} efeito no qual é gerada uma onda com vetor de polarização perpendicular à entrada

Sample non-parametric nonlinear processes:
- Espalhamento Raman estimulado
- Amplificação Raman
- Absorção de dois fótons, absorção simultânea de dois fótons, transferindo a energia para um único elétron
- Absorção multifóton
- Fotoionização múltipla, remoção quase simultânea de muitos elétrons ligados por um fóton